# Hyphydrus opaculus
Hyphydrus opaculus är en skalbaggsart som beskrevs av Régimbart 1895. Hyphydrus opaculus ingår i släktet Hyphydrus och familjen dykare. Inga underarter finns listade i Catalogue of Life.